# Campeonato mundial de hockey sobre patines masculino de 2024
El XLVI Campeonato mundial de hockey sobre patines masculino se celebró del 16 al 22 de septiembre de 2024 en Novara, Italia como parte de los Juegos Mundiales de Patinaje 2024. Participaron 27 selecciones nacionales masculinas de hockey sobre patines de los cinco continentes.

## Formato de la competición
Se mantuvo la estructura de las ediciones anteriores, dividiendo a los 27 equipos inscritos en tres competiciones diferentes, conforme a un sistema de clasificación vinculado a las posiciones alcanzadas por cada selección en los campeonatos continentales celebrados el año anterior.
Campeonato mundial
Compuesto por los cuatro primeros clasificados en el campeonato de Europa, los tres primeros de América y el campeón de África.
En la primera fase, las ocho selecciones, se dividieron en dos grupos de cuatro equipos cada uno. Los tres primeros equipos calificados de cada grupo pasaron directamente a los cuartos de final de la competición. Los equipos clasificados en cuarto lugar jugaron una eliminatoria contra los clasificados en primer lugar en cada uno de los grupos de la Copa Intercontinental. Los ganadores de esta eliminatoria pasaron a cuartos de final.
Copa Intercontinental
Compuesto por los clasificados entre los puestos quinto y octavo en Europa, el cuarto clasificado en América, el segundo y tercer clasificados en África y el campeón de Asia. Aunque finalmente el representante asiático fue el subcampeón al no inscribirse el campeón.
Los ocho equipos también se dividieron en dos grupos. Los dos ganadores del grupo jugaron una eliminatoria contra los clasificados en último lugar en cada uno de los grupos del Campeonato mundial. mientras que los seis equipos restantes jugarán los cuartos de final de la competición con los dos equipos eliminados de la misma.
Copa Challenger
Las restantes selecciones inscritas se encuadraron en la Copa Challenger.

## Participantes
Los 27 equipos inscritos se dividieron en tres competiciones de acuerdo a sus posiciones en sus respectivos campeonatos continentales, y a diferencia de la edición precedente no fue tenida en cuenta la clasificación alcanzada en el campeonato mundial anterior. Las selecciones que no habían participado en su campeonato continental fueron relegadas directamente a la tercera categoría.
| Campeonato mundial | Campeonato mundial         |
| ------------------ | -------------------------- |
| 1.º                | Argentina. 1º América      |
| 2.º                | Portugal. 2º Europa        |
| 3.º                | Francia. 4º Europa         |
| 4.º                | Italia. 3º Europa          |
| 5.º                | España. 1º Europa          |
| 6.º                | Angola. 1º África          |
| 7.º                | Chile. 2º América          |
| 17.º               | Estados Unidos. 3º América |

| Copa Intercontinental | Copa Intercontinental |
| --------------------- | --------------------- |
| 8.º                   | Alemania. 6º Europa   |
| 9.º                   | Colombia. 4º América  |
| 11.º                  | Andorra. 8º Europa    |
| 12.º                  | Suiza. 5º Europa      |
| 13.º                  | Brasil. 5º América    |
| 16.º                  | Australia. 2º Asia    |
| 19.º                  | Egipto. 2º África     |
| ---                   | Inglaterra. 7º Europa |

| Copa Challenger | Copa Challenger          |
| --------------- | ------------------------ |
| 10.º            | Mozambique. --- Áfica    |
| 14.º            | Austria. --- Europa      |
| 15.º            | Israel. --- Europa       |
| 18.º            | Uruguay. --- América     |
| 20º             | Sudáfrica. 3º Áfica      |
| 21º             | Nueva Zelanda. 6º Asia   |
| 22º             | México. 6º América       |
| ---             | Japón. 4º Asia           |
| ---             | India. 5º Asia           |
| ---             | China. 7º Asia           |
| ---             | Países Bajos. --- Europa |

Notas:
- La selección de Taiwan, vencedora del Campeonato Asiático de 2023 no se inscribió en el campeonato mundial absoluto, pasando su puesto en la Copa Intercontinental a Australia como subcampeón. Macao, tercer clasificado tampoco se inscribió. Sin embargo, ambos países sí presentaron a su selección sub-20 para competir en el Campeonato Junior.

## Clasificación final
| Posición |                       | Selección      |
| -------- | --------------------- | -------------- |
|          | Campeonato mundial    | España         |
|          | Campeonato mundial    | Argentina      |
|          | Campeonato mundial    | Italia         |
| 4.       | Campeonato mundial    | Portugal       |
| 5.       | Campeonato mundial    | Francia        |
| 6.       | Campeonato mundial    | Angola         |
| 7.       | Campeonato mundial    | Suiza          |
| 8.       | Campeonato mundial    | Andorra        |
| 9.       | Copa Intercontinental | Chile          |
| 10.      | Copa Intercontinental | Reino Unido    |
| 11.      | Copa Intercontinental | Colombia       |
| 12.      | Copa Intercontinental | Estados Unidos |
| 13.      | Copa Intercontinental | Alemania       |
| 14.      | Copa Intercontinental | Brasil         |
| 15.      | Copa Intercontinental | Australia      |
| 16.      | Copa Intercontinental | Egipto         |
| 17.      | Copa Challenger       | Austria        |
| 18.      | Copa Challenger       | Uruguay        |
| 19.      | Copa Challenger       | Israel         |
| 20.      | Copa Challenger       | Países Bajos   |
| 21.      | Copa Challenger       | Mozambique     |
| 22.      | Copa Challenger       | Sudáfrica      |
| 23.      | Copa Challenger       | India          |
| 24.      | Copa Challenger       | Japón          |
| 25.      | Copa Challenger       | México         |
| 26.      | Copa Challenger       | China          |
| 27.      | Copa Challenger       | Nueva Zelanda  |

| Bandera de España |
| Campeón España    |
| 18º Título        |